# Matthias Haag

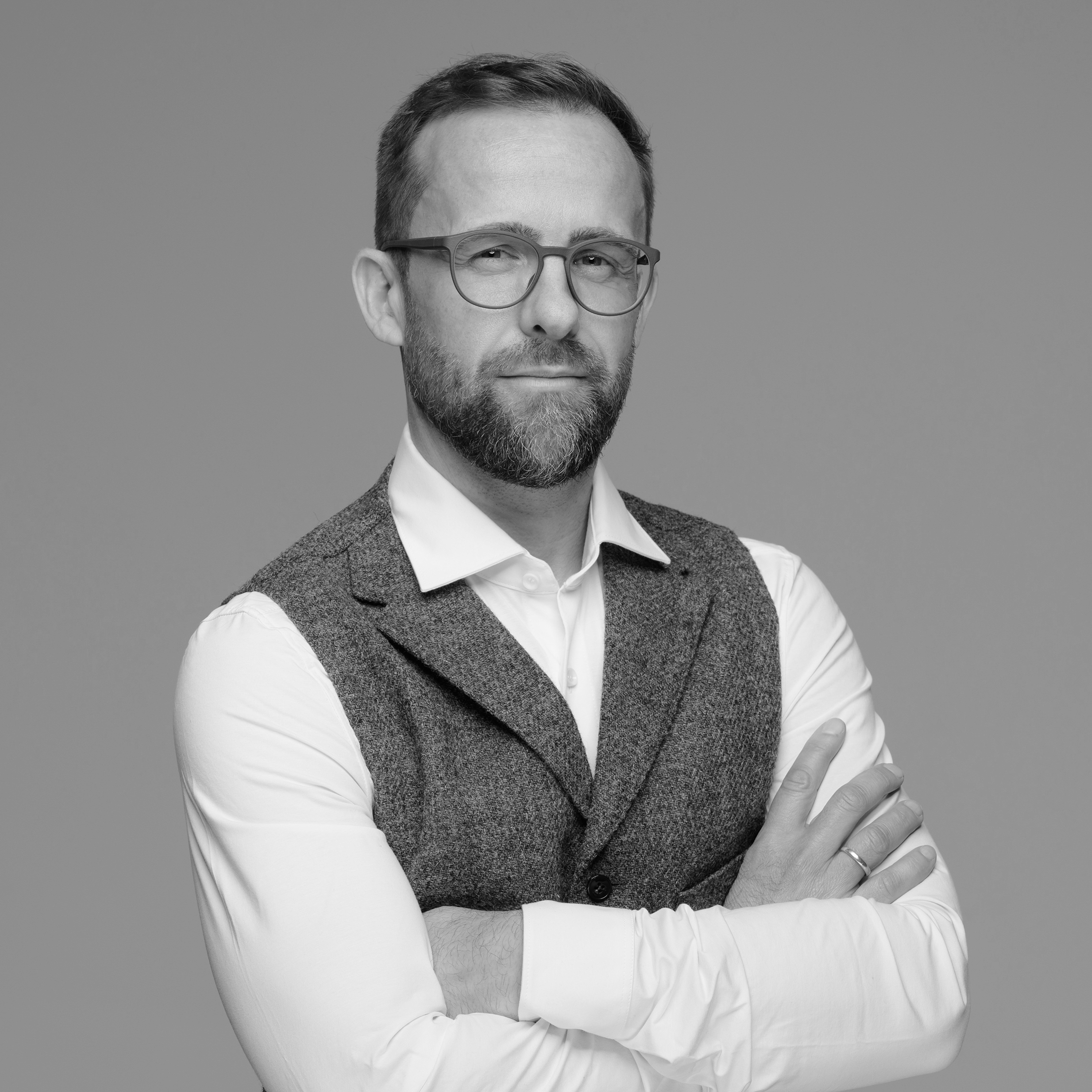
Matthias Haag (2025)

Matthias Haag (* 15. November 1977 in Karlsruhe) ist ein deutscher Filmemacher.

## Leben und Wirken
Matthias Haag studierte von 1999 bis 2003 an der Universität Mannheim die Fächer Deutsche Philologie, Philosophie, Medien-& Kommunikationswissenschaft.
Nachdem er im Rahmen eines Proseminars unter der Leitung von Joachim Petri (Realfilm, Ludwigshafen) erste Erfahrungen hinter der Kamera bei dem Kurzfilm Café oder Tee? sammeln konnte, drehte er die beiden Kurzfilme Frederiks Welt (2002) und Love Me 2 The End (2003), jeweils mit Janna Horstmann in der Hauptrolle.
Das Studium in Mannheim brach er ab, um 2004 ein Studium zum Film- & Kommunikationsdesigner in Esslingen zu beginnen.
Mit seinem Abschlussfilm Coppelius nahm er 2008 am 168h Film Festival in Los Angeles teil, wo der Film in 11 Kategorien für Awards nominiert wurde und am Ende die Auszeichnungen für Best Cinemathography, Best International Film und einen Special Jury Award For CGI gewann. Coppelius war im selben Jahr bei den 61. Filmfestspielen in Cannes im Rahmen des Shortfilm Corner Programms zu sehen.
Während seines Studiums gründete Matthias Haag 2007 die Urwerk Filmproduktion, 2009 begannen die Dreharbeiten zum ersten englischsprachigen abendfüllenden Spielfilm, der Lowbudget Produktion Falkenstein und in Koproduktion mit Vision Unlimited die Dreharbeiten zu der historischen Dokumentation Bachem Ba 349 Natter.
Falkenstein blieb bis auf eine DVD-Veröffentlichung 2010 in Thailand und Vietnam jedoch erfolglos.
Das Natterprojekt gehörte 2013 zu den am häufigsten ausgestrahlten Dokumentationen auf N-TV und läuft seit 2014 immer noch regelmäßig auf ZDFinfo unter dem Titel Natter – Die Geheimwaffe Der Nazis.
2010 starteten auch die Dreharbeiten zu einem weiteren 90-Minüter, dem Horrorslasher Sin Reaper 3D, einer Koproduktion von Fairground Media, GenerationXGroup GmbH und der Urwerk Filmproduktion.
Als Gaststar konnte Hollywoodveteran Lance Henriksen für die Rolle des Dr. Hoffmann gewonnen werden.
Daneben gehörten Patrick J. Thomas, Hanno Friedrich aus der Sat.1 Comedy Sechserpack, Nikolai Tegeler und Grimmepreisträger Alexander Kiersch zum Cast.
Der Film fand Distributoren in Japan, USA, Deutschland und Benelux, wo er auf DVD (Deutschland auch Bluray) erschien.
2011 verlagerte Matthias Haag das Hauptgeschäft der Urwerk Filmproduktion auf die Bereiche Imagefilm und Werbefilm.
Im April 2015 wechselte er als Regisseur und Producer in eine Festanstellung zu den TV Studios Leonberg, wo er zahlreiche Produkfilme konzeptionierte und umsetzte.
Heirat mit Nicole Demange 2016.
2019 Geburt der gemeinsamen Tochter Cleo Haag.
Seit Februar 2020 arbeitet er als Senior Media Consultant für die Bleicher Medien GmbH, wo er von Oktober bis Dezember erfolgreich an einer Weiterbildung zum Business Coach IHK teilgenommen hat.
Parallel dazu betreut er als Regisseur live gestreamte Unternehmensveranstaltungen, wie virtuelle Messen, Eröffnungsfeiern, wie die des Neubaus der John Cranko Schule im September 2020 und Preisverleihungen, wie den NOBiS Arbeitsschutzpreis des Landes Baden-Württemberg 2020.

## Filmografie (Auswahl)
- Crew || 2014
- Sin Reaper 3D || 2010/11
- Bachem Ba349 Natter || 2010
- Falkenstein || 2009
- Coppelius || 2008
- Die Reise des Jacob Crane || 2006
- Love Me 2 the End || 2003
- Frederiks Welt || 2002